# جوراب

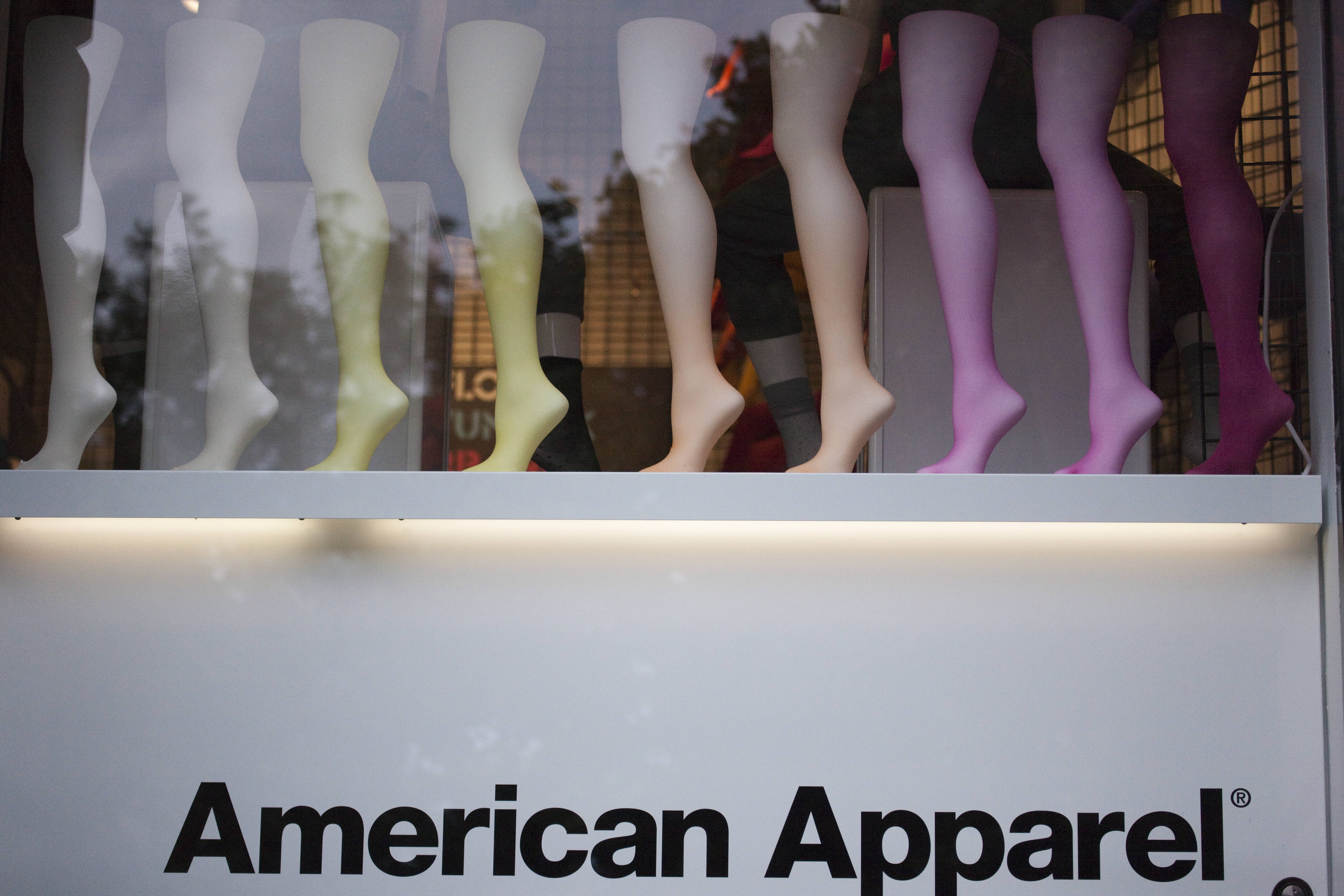
نمایی از شماری جوراب ساق‌بلند زنانه

جوراب پوشاکی بافته شده از نخ، نایلون یا کاموا است که برای پوشاندن پا از آن بهره‌گیری می‌شود.
گونه‌هایی از کفش و چکمه‌ها، باید روی جوراب پوشیده شوند. در دوران باستان، جوراب‌ها از چرم یا موی جانداران ساخته می‌شدند. تا اینکه در سده ۱۶ میلادی، ماشین‌ها، جوراب‌ها را دگرگون کردند.

## پیشینه

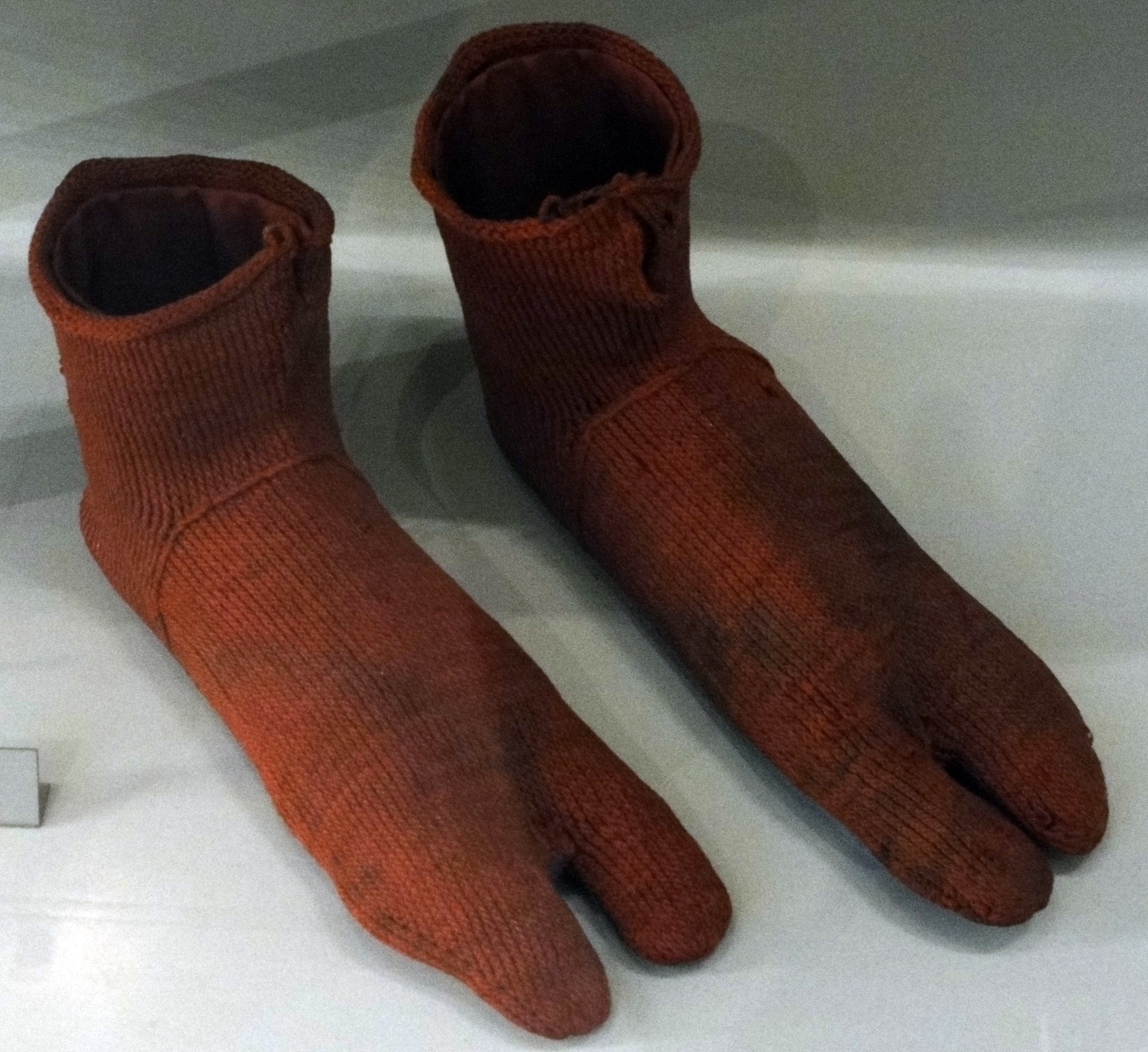
کهن‌ترین جفت جورابی که سالم به جای مانده، مربوط به سال ۳۰۰ تا ۵۰۰ پس از میلاد، نزدیک رود نیل، مصر

پیدایش نخستین جوراب‌ها به یونان باستان بازمی‌گردد. مردان کارگر و برده‌ها در دوران یونان و مصر باستان جوراب‌های بلند می‌پوشیدند و زنان رومی در خانه‌های خود نوعی جوراب ساق کوتاه به پا می‌کردند.
جوراب‌های کوتاه نخی یا ابریشمی هم چندین قرن در چین و ژاپن استفاده می‌شد. این جوراب‌های ساق کوتاه در قرن دوازدهم در اروپا به جوراب‌های ساق بلند تبدیل شد. شلوارهایی که مردان می‌پوشیدند، بسیار چسبنده و تنگ شد که از کمر تا پایین پا را می‌پوشاند، مانند ساق‌های امروزی. زنان هم جوراب‌های بلندی می‌پوشیدند که در زانو با کش جوراب نگاه داشته می‌شد.

### جوراب‌های نوین

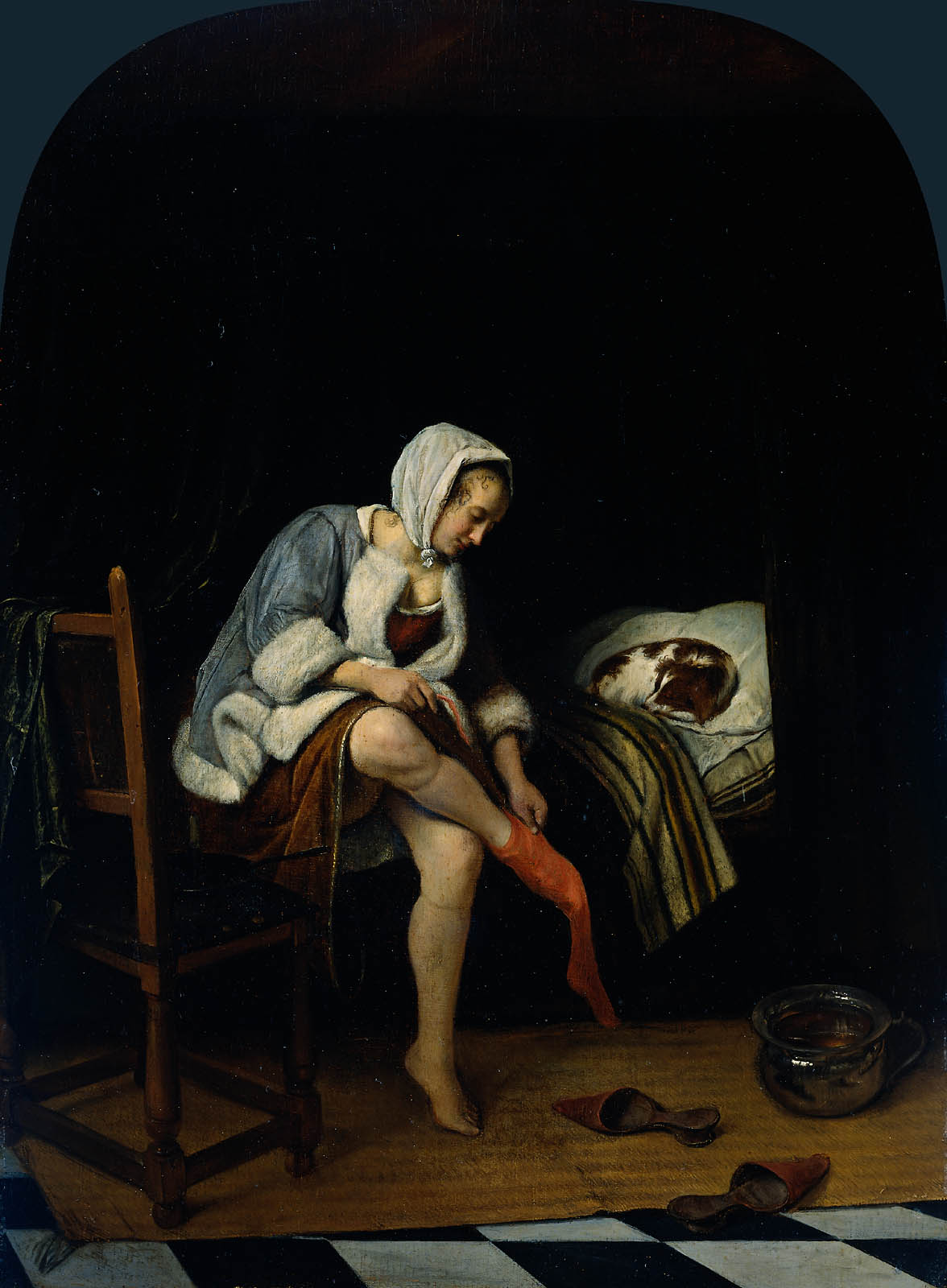
زنی در حال پوشیدن جواب - یان استین

بعد از سال ۱۵۴۵ جوراب‌های ساق بلند کش باف وارد مد شد که معمولاً درزهای آن با طرح‌های ابریشمی پرکار تزئین شده بود. جوراب‌هایی با درزهای تزئین شده در طول دهه ۴۰ و اوایل دهه ۵۰ میلادی رایج و متداول بود.

### جوراب‌های ورزشی
جوراب‌های ورزشی، یکی از نیازهای اصلی ورزش هستند که متأسفانه بیشتر اوقات جدی گرفته نمی‌شوند. جنس‌های مناسب برای جوراب ورزشی عبارتند از:
پنبه
پشم
آکرلیک
لاکرا

#### ماشین کشباف
اولین ماشین کشبافی، در سال ۱۵۸۹ در انگلستان ساخته شد و نکتهٔ جالب توجه این است که سازندهٔ آن یک «کشیش» انگلیسی، به نام ویلیام لی، بود. در آن دوره جوراب‌های نخی و ابریشمی الیاف موردپسند و رایج میان مردم بود.
در آن زمان راه‌های بسیار متفاوتی برای پوشیدن جورابی‌های ساق بلند وجود داشت. گاهی اوقات در فصل‌های سرد چندین جفت جوراب ابریشمی را باهم می‌پوشیدند. در قرن هفدهم زمانی که چکمه‌های بزرگ به دنیای مد وارد شد، نوعی پاپوش کتانی زیر چکمه پوشیده می‌شد تا از جوراب ابریشمی محافظت کند.
مردان تا اواخر قرن هجدهم جوراب‌های بلند ابریشمی به همراه کش و بند جوراب می‌پوشیدند، اما از آن زمان به بعد شلوارهای بلند و جوراب‌های کوتاه پدیدار شد که تا حالا همچنان مد باقی‌مانده‌است.

## جوراب‌های نخی
در قرن نوزدهم جوراب‌های نخی ساخته شده با ماشین، در دسترس خانم‌ها قرار گرفت. بعد از جنگ جهانی اول (۱۹۱۴–۱۹۱۸)، دامن‌های کوتاه مد شد و ساق‌ها و جوراب‌های بلند ابریشمی دوباره رایج شد و ثابت کرد که فشن و طول دامن، مدل جوراب را تعیین می‌کند.

## جوراب‌های نایلونی
با کشف جوراب‌های نایلونی در دهه ۳۰ و ۴۰، استفاده از جوراب‌های ابریشمی در میان خانم‌ها رنگ باخت و جوراب‌های نایلونی مد شد. پس از جنگ جهانی سرانجام جوراب‌های نایلونی جایگزین جوراب‌های ابریشمی شد. اما الیاف دیگری مانند ریون هم وجود داشت.
نخستین جوراب نایلونی در ۱۵ می سال ۱۹۴۰ در فروشگاه‌های نیویورک عرضه شد و بیش از ۷۸۰ هزار جفت از آن در روز اول فروخته شد! در سال اول ۶۴ میلیون جفت جوراب نایلونی در آمریکا به فروش رسید.
جوراب و ساق‌های نایلونی که بعد از جنگ جهانی دوم (۱۹۳۹–۱۹۴۵) متداول شد و به‌طور کامل جایگزین جوراب‌های ابریشمی شد، تا اواخر دهه ۱۹۶۰ معمولاً درز داشت. آن‌ها بافتی یکدست داشت و کشباف و چسب بدن بود.
در اویل دهه ۶۰ جورابی‌های یکپارچه و بدون درز کفی دار، به سرعت جایگزین جوراب‌های چسبان درزدار شد. این جوراب‌ها در ماشین‌های کشبافی مدور بافته می‌شود و با محکم کردن و بستن کوک‌ها شکل می‌گیرد. ضخامت جوراب با تعداد کوک‌های هر ردیف تعریف می‌شود.
در دهه ۶۰ در غرب دامن‌های خیلی کوتاه مد شد و بسیاری از خانم‌ها ترجیح دادند تا به جای پوشیدن جوراب از ساق جورابی‌های بلند استفاده کنند. خیلی از خانم‌ها به جای پوشیدن جوراب به ساق جورابی‌های بلند رو آوردند. در نتیجه برای رقابت با ساق‌ها، طول جوراب‌ها خیلی بلندتر از معمول شد تا برای پوشیدن با دامن‌های کوتاه مناسب باشد، اما در اثر این تغییر جوراب‌ها به کلی از مد خارج شد و جای آن را ساق جورابی‌ها گرفتند.
در حقیقت ساق جورابی‌های نایلونی زیبا و ظریف در دهه ۱۹۶۰ خیلی رایج شد. در حالی که در طول ۴۰۰ سال پیش از آن جوراب‌های ساق بلند بر مد مسلط بود. پس از دههٔ ۶۰ میلادی، تحول چندانی در زمینه صنایع تولید جوراب رخ نداد و تا امروز جوراب‌های زنانه و مردانه فقط به تناسب مدهای روز تغییر کرده‌اند.
در سال‌های اخیر جوراب‌های ساق بلند بازهم مد و رایج شده‌است و در راهروهای فشن و مجلات دیده می‌شود.

## جوراب فانتزی
جوراب فانتزی که از اوایل قرن میلادی جدید توجهات بسیاری را به خود جلب کرده بود الهام بخش بسیاری از برندهای مختلف پوشاک و بویژه صنعت جوراب بافی قرار گرفت و تولیدکنندگان بسیاری سعی در جذب مشتریان بیشتر و همگام سازی بیشتر استایل افراد با جوراب شدند چرا که از طرفی توجه به جزئیات اهمیت بیشتری پیدا کرده و از طرف دیگر با هزینه کمتری می توان علایق و سلیقه شخصی رو بروز داد.

## طراحی جوراب
جوراب برای موارد زیر طراحی می‌شود.
- ایجاد احساس راحتی در پوشیدن کفش
- گرم نگاه داشتن پا
- مد
- تمیز نگاه داشتن پا